# 非典型畸胎橫紋肌樣瘤
非典型畸胎瘤样/横纹肌样瘤（AT/RT）是一種很罕見的惡性腫瘤，通常在患者的童年時診斷發現。患者以一至七歲兒童為主，但亦偶有病人至成年時才發現。雖然通常是腦腫瘤 ，AT/RT可以發生在中樞神經系統（central nervous system，CNS）的任何地方，包括脊髓。約60%的病例發生在後顱窩（特別是小腦）。在一個研究裡，發生在後顱窩的病例佔52%，其次是有39%發生在大腦鐮的原始神經外胚層腫瘤（亦作「鐮幕上腫瘤」，簡稱sPNT），5%位於松果體，2%位於脊髓，而餘下的2%屬於多發性。
由於病患的年齡一般比較小，加上腫瘤一般屬於多發性，使醫生無法單靠放射治療或手術來清除腫瘤。目前的研究重點是利用化療結合手術和放射治療的方案，以有效對抗橫紋肌肉瘤。

## 參看
- 本·博文：全名本杰明·大卫·“本”·博文，2002年11月14日出生于美国西弗吉尼亚州亨廷顿，2004年3月被查出患有非典型畸胎横纹肌样瘤，2005年2月25日逝世。
- 上皮樣肉瘤：临床比较罕见的上皮样软组织肿瘤。

## 延伸閱讀
- Hilden, Joanne M.; Meerbaum, Sharon; Burger, Peter; Finlay, Jonathan; Janss, Anna; Scheithauer, Bernd W.; Walter, Andrew W.; Rorke, Lucy B.; Biegel, Jaclyn A. . Journal of Clinical Oncology. 2004-07-15, 22 (14): 2877–2884  [2021-10-07]. ISSN 0732-183X. doi:10.1200/JCO.2004.07.073. （原始内容存档于2022-06-15）.
- Biegel, Jaclyn A.; Kalpana, Ganjarn; Knudsen, Erik S.; Packer, Roger J.; Roberts, Charles W. M.; Thiele, Carol J.; Weissman, Bernard; Smith, Malcolm. . Cancer Research. 2002-01-01, 62 (1): 323–328  [2021-10-07]. ISSN 0008-5472. PMID 11782395. （原始内容存档于2022-06-20）.
- National Cancer Institute. . . Qeios. 2020-02-07. doi:10.32388/kpb04f （英语）.

## 外部連結
- iSTAR AT/RT Initiative for the Study and Translational AT/RT Research
- CureATRT.org - A community for those fighting atypical teratoid rhabdoid tumors （页面存档备份，存于）
- Rhabdoid Tumor - Frequently Asked Questions